# The Unreleased Themes for Hellraiser
The Unreleased Themes for Hellraiser: The Consequences of Raising Hell – czwarty z czterech albumów wydanych przez grupę Coil w 1987 roku. Album został wydany na nośniku CD, na kasecie i  10"-winylu. Muzyka powstała jako ścieżka dźwiękowa do filmu Hellraiser Clive'a Barkera, jednak została uznana za zbyt trudną w odbiorze i nie została włączona do filmu. 
Ścieżki ze strony A 10"-winyla/kasety i wszystkie utwory z edycji CD znalazły się później na kompilacyjnym albumie Unnatural History II. Utwory ze strony B jako jedna ścieżka stanowiły zawartość albumu Unnatural History III.
The Unreleased Themes for Hellraiser to jedyne wydawnictwo wytwórni Solar Lodge, opatrzone numerem katalogowym COIL 1. Wersja kasetowa na licencji Soleilmoon została wydana w 1990 roku z numerem katalogowym SOL 4. Wersja na kasecie miała inną okładkę niż winyl i CD. 

## Lista utworów

### 10"/kaseta
Strona A: "The Unreleased Themes For Hellraiser"
1. "Hellraiser" – 2:46
2. "Box Theme" – 3:01
3. "Main Title" – 3:14

Strona B: "Music For Commercials"
1. "Airline 1" – 0:41
2. "Liqueur" – 0:43
3. "Perfume" – 0:31
4. "Video Recorder" – 0:30
5. "Airline 2" – 0:46
6. "Natural Gas" – 0:46
7. "Cosmetic 1" – 0:17
8. "Cosmetic 2" – 0:15
9. "Analgesic" – 1:13
10. "Road Surface" – 1:23
11. "Accident Insurance" – 1:35

### CD
1. "Hellraiser Themes" – 2:45
2. "The Hellbound Heart" – 2:19
3. "Box Theme" – 3:02
4. "No New World" – 3:53
5. "Attack of the Sennapods" – 1:51
6. "Main Title" – 3:12